# فيل ووكر
فيل ووكر (بالإنجليزية: Phil Walker)‏ (29 أغسطس 1954 لندن المملكة المتحدة - 8 يوليو 2022) هو لاعب كرة قدم بريطاني يلعب كلاعب وسط.

## روابط خارجية
- فيل ووكر على موقع قاعدة بيانات كرة القدم.إي يو (الإنجليزية)